# Club Atlético River Plate 2018-2019
Questa voce raccoglie le informazioni riguardanti il River Plate nelle competizioni ufficiali della stagione 2018-2019.

## Stagione
Il 9 dicembre 2018 il River Plate ha conquistato la quarta Coppa Libertadores della sua storia, battendo per 3-1 nella finale di ritorno il Boca Juniors (la finale di andata allo Stadio Alberto José Armando era finita 2-2). La gara di ritorno, inizialmente in programma per il 24 novembre, era stata posticipata a causa di incidenti avvenuti prima del match allo Stadio monumentale Antonio Vespucio Liberti e giocata in campo neutro allo Stadio Santiago Bernabéu di Madrid.

## Maglie e sponsor
| 1ª divisa | 2ª divisa |

## Rosa
Aggiornata al 10 agosto 2018.
| N. |                      | Ruolo | Calciatore               |
| -- | -------------------- | ----- | ------------------------ |
| 1  | Argentina (bandiera) | P     | Franco Armani            |
| 2  | Argentina (bandiera) | D     | Jonathan Maidana         |
| 4  | Paraguay (bandiera)  | D     | Jorge Moreira            |
| 5  | Argentina (bandiera) | C     | Bruno Zuculini           |
| 6  | Argentina (bandiera) | D     | Luciano Lollo            |
| 7  | Uruguay (bandiera)   | A     | Rodrigo Mora             |
| 8  | Colombia (bandiera)  | C     | Juan Fernando Quintero   |
| 9  | Argentina (bandiera) | A     | Julián Álvarez           |
| 10 | Argentina (bandiera) | C     | Gonzalo Nicolás Martínez |
| 11 | Uruguay (bandiera)   | A     | Nicolás De La Cruz       |
| 13 | Argentina (bandiera) | A     | Santiago Sosa            |
| 14 | Argentina (bandiera) | P     | Germán Lux               |
| 15 | Argentina (bandiera) | C     | Exequiel Palacios        |
| 16 | Argentina (bandiera) | D     | Kevin Sibille            |

| N. |                      | Ruolo | Calciatore            |
| -- | -------------------- | ----- | --------------------- |
| 18 | Uruguay (bandiera)   | C     | Camilo Mayada         |
| 19 | Colombia (bandiera)  | A     | Santos Borré          |
| 20 | Argentina (bandiera) | D     | Milton Casco          |
| 21 | Argentina (bandiera) | C     | Cristian Ferreira     |
| 22 | Argentina (bandiera) | D     | Javier Pinola         |
| 23 | Argentina (bandiera) | C     | Leonardo Ponzio       |
| 24 | Argentina (bandiera) | C     | Enzo Pérez            |
| 25 | Argentina (bandiera) | P     | Enrique Bologna       |
| 26 | Argentina (bandiera) | C     | Ignacio Fernández     |
| 27 | Argentina (bandiera) | A     | Lucas Pratto          |
| 28 | Argentina (bandiera) | D     | Lucas Martínez Quarta |
| 29 | Argentina (bandiera) | D     | Gonzalo Montiel       |
| 32 | Argentina (bandiera) | A     | Ignacio Scocco        |
| 36 | Argentina (bandiera) | D     | Nahuel Gallardo       |

## Risultati

### Coppa Libertadores

#### Ottavi di finale
| Avellaneda 9 agosto 2018, ore 19:30 UTC-3 Ottavi di finale (andata) | Racing Club                 | 0 – 0 | River Plate | Estadio Presidente Perón\| Arbitro: \| Anderson Daronco ( Brasile) \| |
| Arbitro:                                                            | Anderson Daronco ( Brasile) |       |             |                                                                       |

| Arbitro: | Mario Díaz de Vivar ( Paraguay) |

|                                   |           |  |
| Pratto 10’ Palacios 27’ Borré 80’ | Marcatori |  |

#### Quarti di finale
| Avellaneda 19 settembre 2018, ore 19:30 UTC-3 Quarti di finale (andata) | Independiente             | 0 – 0 | River Plate | Estadio Libertadores de América\| Arbitro: \| Wilton Sampaio ( Brasile) \| |
| Arbitro:                                                                | Wilton Sampaio ( Brasile) |       |             |                                                                            |

| Arbitro: | Anderson Daronco ( Brasile) |

|                                   |           |            |
| Scocco 46’ Quintero 68’ Borré 84’ | Marcatori | 54’ Romero |

#### Semifinali
| Arbitro: | Víctor Carrillo ( Perù) |

|  |           |            |
|  | Marcatori | 61’ Michel |

| Arbitro: | Andrés Cunha ( Uruguay) |

|           |           |                                 |
| Gomes 35’ | Marcatori | 81’ Borré 90+4’ (rig.) Martínez |

#### Finale
| Arbitro: | Roberto Tobar ( Cile) |

|                         |           |                                  |
| Ábila 34’ Benedetto 45’ | Marcatori | 35’ Pratto 61’ (aut.) Izquierdoz |

| Arbitro: | Andrés Cunha ( Uruguay) |

|                                          |           |               |
| Pratto 68’ Quintero 109’ Martínez 120+2’ | Marcatori | 44’ Benedetto |

### Coppa del mondo per club

#### Semifinale
| Arbitro: | Gianluca Rocchi |

|                                    |                      |                                            |
| Borré 11’, 16’                     | Marcatori            | 3’ Berg 51’ Caio                           |
| Scocco Quintero Pratto Borré Pérez | Tiri di rigore 4 – 5 | Caio Shiotani Al-Ahbabi Abdulrahman Yaslam |

#### Finale 3º- 4º posto
| Arbitro: | Gianluca Rocchi |

|  |           |                                                   |
|  | Marcatori | 24’ Zuculini 73’, 90+3’ Martínez 89’ (rig.) Borré |

### Recopa Sudamericana
| Curitiba 20 febbraio 2019 Finale (andata) | Athl. Paranaense | 1 – 0 | River Plate | Stadio Joaquim Américo Guimarães |

| Buenos Aires 6 marzo 2019 Finale (ritorno) | River Plate | 3 – 0 | Athl. Paranaense | Stadio monumentale Antonio Vespucio Liberti |